# Just Tell Her Jim Said Hello
"Just Tell Her Jim Said Hello" er en komposition fra 1962 af Jerry Leiber og Mike Stoller. Sangen er indspillet den 19. marts 1962 af Elvis Presley i Studio B hos RCA i Nashville. 
Sangen blev udsendt som B-side på en singleplade umiddelbart efter indspilningen. På pladens A-side var sangen "She's Not You" (komposition af Doc Pomus, Jerry Leiber og Mike Stoller), indspillet samme dag og samme sted.
Andre kunstnere har siden forsøgt sig med "Just Tell Her Jim Said Hello", bl.a. 'vores egen' Kim Larsen, der havde den på sin EP 5 Eiffel fra 1982.